# Bear Valley (contea di Alpine, California)
Bear Valley è un CDP degli Stati Uniti d'America, situato nello Stato della California, nella contea di Alpine.